# 400 mètres féminin aux championnats du monde d'athlétisme 2007
Navigation
Helsinki 2005 Berlin 2009
L'épreuve du 400 mètres féminin des championnats du monde d'athlétisme 2007 s'est déroulée les 26, 27 et 29 août 2007 dans le stade Nagai d'Osaka au Japon. Elle est remportée par la Britannique Christine Ohuruogu.
45 athlètes étaient inscrites. Elles ont couru les séries éliminatoires le 26 août, les demi-finales le 27 et la finale le 29.

## Records
| Record du monde            | 47 s 60 | Marita Koch           | Allemagne de l'Est | 6 octobre 1985    | Canberra  |
| Record des championnats    | 47 s 99 | Jarmila Kratochvilova | Tchécoslovaquie    | 10 août 1983      | Helsinki  |
| Meilleure performance 2007 | 49 s 52 | Sanya Richards        | États-Unis         | 6 juillet 2007    | Paris     |
| Record d'Afrique           | 49 s 10 | Falilat Ogunkoya      | Nigeria            | 29 juillet 1996   | Atlanta   |
| Record d'Asie              | 49 s 81 | Ma Yuqin              | Chine              | 11 septembre 1993 | Pékin     |
| Record d'Amérique du Nord  | 48 s 70 | Sanya Richards        | États-Unis         | 16 septembre 2006 | Athènes   |
| Record d'Amérique du Sud   | 49 s 64 | Ximena Restrepo       | Colombie           | 5 août 1992       | Barcelone |
| Record d'Europe            | 47 s 60 | Marita Koch           | Allemagne de l'Est | 6 octobre 1985    | Canberra  |
| Record d'Océanie           | 48 s 63 | Cathy Freeman         | Australie          | 29 juillet 1996   | Atlanta   |

## Médaillées
| Or                 | Argent         | Bronze           |
| Christine Ohuruogu | Nicola Sanders | Novlene Williams |

## Résultats

### Finale (29 août)
| Rang               | Pays        | Athlète            | Temps   | Notes |
| ------------------ | ----------- | ------------------ | ------- | ----- |
| Médaille d'or      | Royaume-Uni | Christine Ohuruogu | 49 s 61 | PB    |
| Médaille d'argent  | Royaume-Uni | Nicola Sanders     | 49 s 65 | PB    |
| Médaille de bronze | Jamaïque    | Novlene Williams   | 49 s 66 | SB    |
| 4                  | Mexique     | Ana Guevara        | 50 s 16 | SB    |
| 5                  | États-Unis  | DeeDee Trotter     | 50 s 17 |       |
| 6                  | Russie      | Natalya Antyukh    | 50 s 33 |       |
| 7                  | Biélorussie | Ilona Usovich      | 50 s 54 |       |
| 8                  | États-Unis  | Mary Wineberg      | 50 s 96 |       |

### Demi-finales (27 août)
Il y eut trois demi-finales. Les deux premières de chaque course et les deux meilleurs temps se sont qualifiées pour la finale.
| Rang | Pays        | Athlète          | Temps          |
| ---- | ----------- | ---------------- | -------------- |
| 1    | Jamaïque    | Novlene Williams | 49 s 66 Q (SB) |
| 2    | Mexique     | Ana Guevara      | 50 s 19 Q (SB) |
| 3    | Biélorussie | Ilona Usovich    | 50 s 31 q (RN) |
| 4    | Irlande     | Joanne Cuddihy   | 50 s 73 (RN)   |
| 5    | Royaume-Uni | Lee McConnell    | 51 s 07 (SB)   |
| 6    | Cuba        | Indira Terrero   | 51 s 08        |
| 7    | États-Unis  | Natasha Hastings | 51 s 45        |
| 8    | Japon       | Asami Tanno      | 51 s 81 (SB)   |

| Rang | Pays        | Athlète           | Temps          |
| ---- | ----------- | ----------------- | -------------- |
| 1    | Royaume-Uni | Nicola Sanders    | 49 s 77 Q (PB) |
| 2    | Russie      | Natalya Antyukh   | 49 s 93 Q (SB) |
| 3    | États-Unis  | DeeDee Trotter    | 50 s 31 q      |
| 4    | Jamaïque    | Shericka Williams | 50 s 37 (SB)   |
| 5    | Bahamas     | Christine Amertil | 51 s 18        |
| 6    | Italie      | Daniela Reina     | 51 s 99 (SB)   |
| 7    | Hongrie     | Barbara Petráhn   | 52 s 12        |
| 8    | Guyana      | Aliann Pompey     | 53 s 58        |

| Rang | Pays        | Athlète                    | Temps          |
| ---- | ----------- | -------------------------- | -------------- |
| 1    | Royaume-Uni | Christine Ohuruogu         | 50 s 16 Q (PB) |
| 2    | États-Unis  | Mary Wineberg              | 50 s 27 Q      |
| 3    | Russie      | Tatyana Veshkurova         | 50 s 71        |
| 4    | Botswana    | Amantle Montsho            | 50 s 90 (RN)   |
| 5    | Jamaïque    | Shereefa Lloyd             | 51 s 00 (PB)   |
| 6    | Nigeria     | Christy Ekpukhon Ihunaegbo | 51 s 60        |
| 7    | Roumanie    | Ionela Târlea-Manolache    | 51 s 62        |
| 8    | Cuba        | Aymeé Martínez             | 57 s 77        |

### Séries (26 août)
Il y eut cinq séries. Les quatre premières de chaque course ainsi que les quatre meilleurs temps se sont qualifiées pour les demi-finales.
| Rang | Pays        | Athlète          | Temps          |
| ---- | ----------- | ---------------- | -------------- |
| 1    | Russie      | Natalya Antyukh  | 50 s 88 Q      |
| 2    | États-Unis  | Mary Wineberg    | 51 s 25 Q      |
| 3    | Jamaïque    | Shereefa Lloyd   | 51 s 42 Q      |
| 4    | Royaume-Uni | Lee McConnell    | 51 s 44 Q (SB) |
| 5    | Ukraine     | Oksana Shcherbak | 52 s 39        |
| 6    | Ouganda     | Justine Bayigga  | 53 s 25        |
| 7    | Nigeria     | Joy Eze          | 53 s 83        |
| 8    | Kazakhstan  | Olga Tereshkova  | 54 s 09        |

| Rang | Pays        | Athlète             | Temps          |
| ---- | ----------- | ------------------- | -------------- |
| 1    | États-Unis  | DeeDee Trotter      | 51 s 27 Q      |
| 2    | Royaume-Uni | Nicola Sanders      | 51 s 45 Q      |
| 3    | Irlande     | Joanne Cuddihy      | 51 s 55 Q (SB) |
| 4    | Bahamas     | Christine Amertil   | 51 s 55 Q      |
| 5    | Pologne     | Zuzanna Radecka     | 52 s 19        |
| 6    | Nigeria     | Folashade Abugan    | 52 s 58        |
| 7    | Brésil      | Maria Laura Almirão | 53 s 68        |
| 8    | Grenade     | Hazel-Ann Regis     | 54 s 78 (SB)   |

| Rang | Pays                            | Athlète            | Temps          |
| ---- | ------------------------------- | ------------------ | -------------- |
| 1    | Russie                          | Tatyana Veshkurova | 51 s 67 Q      |
| 2    | Jamaïque                        | Shericka Williams  | 51 s 72 Q      |
| 3    | Hongrie                         | Barbara Petráhn    | 51 s 86 Q (SB) |
| 4    | Botswana                        | Amantle Montsho    | 51 s 87 Q      |
| 5    | Saint-Vincent-et-les-Grenadines | Kineke Alexander   | 52 s 51        |
| 6    | Haïti                           | Ginou Etienne      | 53 s 89        |
| 7    | Sénégal                         | Amy Mbacke Thiam   | 54 s 31        |
| 8    | Soudan                          | Nawal El Jack      | 55 s 29        |

| Rang | Pays     | Athlète                    | Temps          |
| ---- | -------- | -------------------------- | -------------- |
| 1    | Jamaïque | Novlene Williams           | 50 s 21 Q      |
| 2    | Mexique  | Ana Guevara                | 50 s 85 Q      |
| 3    | Roumanie | Ionela Târlea-Manolache    | 51 s 59 Q (SB) |
| 4    | Cuba     | Aymeé Martínez             | 51 s 74 Q (PB) |
| 5    | Guyana   | Aliann Pompey              | 51 s 95 q      |
| 6    | Nigeria  | Christy Ekpukhon Ihunaegbo | 52 s 05 q      |
| 7    | Fidji    | Makelesi Bulikiobo         | 52 s 23 (SB)   |
| 8    | France   | Solen Désert               | 54 s 03        |

| Rang | Pays        | Athlète                  | Temps          |
| ---- | ----------- | ------------------------ | -------------- |
| 1    | Royaume-Uni | Christine Ohuruogu       | 50 s 46 Q (SB) |
| 2    | Biélorussie | Ilona Usovich            | 50 s 53 Q (RN) |
| 3    | États-Unis  | Natasha Hastings         | 51 s 07 Q      |
| 4    | Cuba        | Indira Terrero           | 51 s 76 Q      |
| 5    | Italie      | Daniela Reina            | 52 s 02 q (SB) |
| 6    | Japon       | Asami Tanno              | 52 s 13 q (SB) |
| 7    | Mexique     | Gabriela Medina          | 53 s 16        |
| 8    | Togo        | Sandrine Thiébaud-Kangni | 54 s 11        |